# Mad Butcher
Mad Butcher è il secondo EP del gruppo musicale thrash metal Destruction, pubblicato nel 1987 dalla Steamhammer. È il primo lavoro del gruppo a presentare la nuova formazione della band.

## Tracce
1. Mad Butcher – 5:01
2. The Damned (cover dei The Plasmatics) – 3:54
3. Reject Emotions – 6:50
4. The Last Judgement – 3:11

## Formazione
- Marcel Schirmer - basso, voce
- Mike Sifringer - chitarra
- Harry Wilkens - chitarra
- Oliver Kaiser  - batteria